# Trznadel (zwyczajny)
Trznadel zwyczajny, trznadel, trznadel żółtobrzuch (Emberiza citrinella) – gatunek małego, częściowo wędrownego ptaka z rodziny trznadli (Emberizidae).

## Występowanie

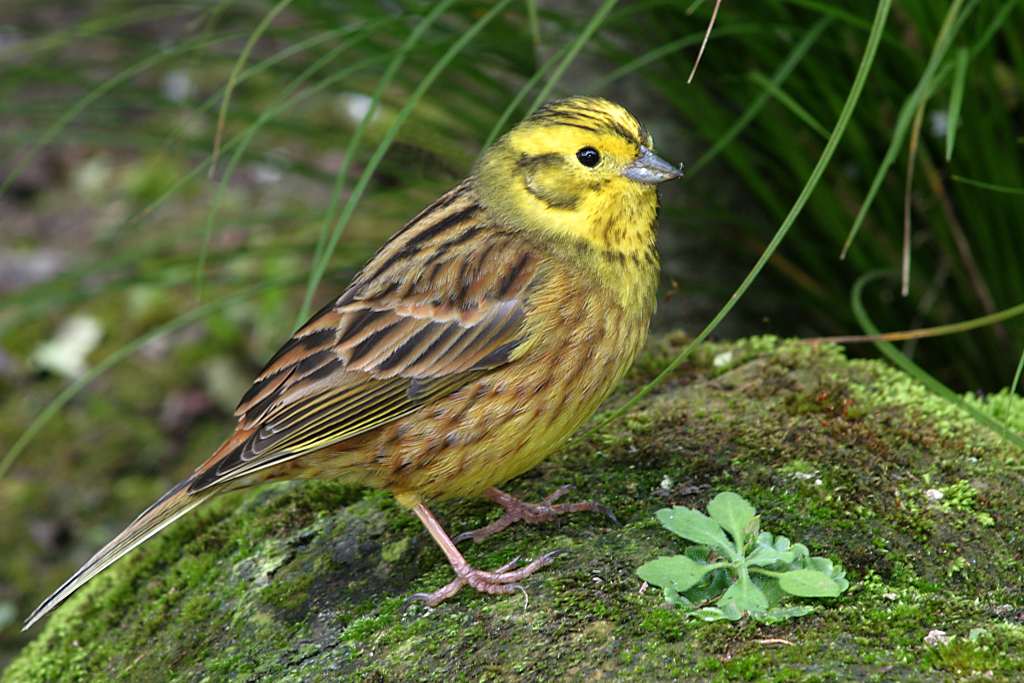
Trznadel to jeden z najpospolitszych ptaków terenów otwartych

To jeden z najliczniej reprezentowanych gatunków ptaków w Europie i na środkowoazjatyckich stepach zachodniej Syberii. Dawniej, gdy większość tych terenów porastały lasy, trznadle zamieszkiwały przede wszystkim lasostepy porośnięte krzewami. Zimują z reguły w pobliżu terenów lęgowych. Południową granicę stanowi rejon Morza Śródziemnego. Przeważnie to gatunek osiadły. Tylko część populacji z północnej i północno-wschodniej Europy niedaleko migruje do regionów o łagodniejszym klimacie. Zamieszkuje w zależności od podgatunku:
- E. citrinella caliginosa – Szkocja, Walia, Irlandia i Wyspa Man.
- E. citrinella citrinella – Europa od Norwegii, południowo-zachodniej Anglii i północnej części Półwyspu Iberyjskiego po północno-zachodnią część europejskiej Rosji, Polskę, Czechy i północno-zachodnie Bałkany. W zachodniej Anglii współwystępuje z E. c. caliginosa, a na zachodnich obrzeżach Rosji, Litwie, Łotwie i Estonii oraz Białorusi, Ukrainie, na Słowacji i na Bałkanach z E. c. erythrogenys.

W Polsce bardzo liczny ptak lęgowy, dość równomiernie występujący w całym kraju, także w górach. Większość osobników zimuje na miejscu, choć niektóre wybierają się do Europy Zachodniej. Według szacunków Monitoringu Pospolitych Ptaków Lęgowych, w latach 2013–2018 populacja trznadla w Polsce liczyła 4 360 000 – 4 580 000 par lęgowych, co dawało mu piąte miejsce wśród ptaków lęgowych, po skowronku, ziębie, wróblu i kapturce. Przeprowadzone w Polsce badania dotyczące ich udziału w różnych siedliskach dowiodły, że trznadle zajmują w 1/3 lasy i pola uprawne, a w 1/4 przypadków łąki. Jedynie w 8% zasiedlały sady, nieużytki i obrzeża siedlisk ludzkich.
- E. citrinella erythrogenys – Europa Wschodnia i zachodnia Azja po 40°E na północy i 25°E na południu.

Na ogół osiadły, zimuje w stadach, trzymając się osad ludzkich. Część populacji z dalekiej północy migruje zimą bardziej na południe.
W drugiej połowie XIX wieku został introdukowany na Nowej Zelandii (podgatunek caliginosa), gdzie szeroko się rozpowszechnił.

## Opis

### Wygląd
Duży, smukły. W okresie godowym odróżnienie płci po upierzeniu nie sprawia problemu nawet z większej odległości. Różnią się bowiem ilością i jaskrawością żółtej barwy. Podobnie jak u łuszczaków, szaty godowe są wynikiem nie pierzenia się, ale ścierania się końcówek piór, które wyrastają już jesienią. Nowe pióra są obrzeżone ciemną barwą ścierającą się w trakcie zimy. W ten sposób wiosną ukazują się jasnożółte spodnie części piór. Samiec, szata godowa : jaskrawożółte: głowa i pierś. Po bokach ciemienia ciemna linia, policzek ciemno obwiedziony, pierś zielonkawa, jej boki oraz brzuch brązowo kreskowane. Samica : mniej jaskrawa i żółta, wierzch głowy lekko żółtawy, jej bok ciemny, jasna plamka uszna. Spód żółtawy z brązowymi kreskami, szerszymi na bokach. Na piersi brak zielonkawego odcienia bądź jego niewielka ilość. Samiec, szata spoczynkowa : jak samica, lecz ciemię bardziej żółte z (lub bez) małą kreską. Juv. – obfite kreskowanie głowy, piersi, a także spodu ciała. We wszystkich szatach czarny ogon z białym obrzeżeniem.
Ptak jest nieco większy od wróbla – ma dłuższy ogon i wydaje się bardziej smukły. Jest mało płochliwym ptakiem i nie kryje się przed człowiekiem. Lot trznadla nie jest charakterystyczny.
| długość ciała | rozpiętość skrzydeł |
| ------------- | ------------------- |
| 16–17 cm      | 23–29 cm            |

### Śpiew

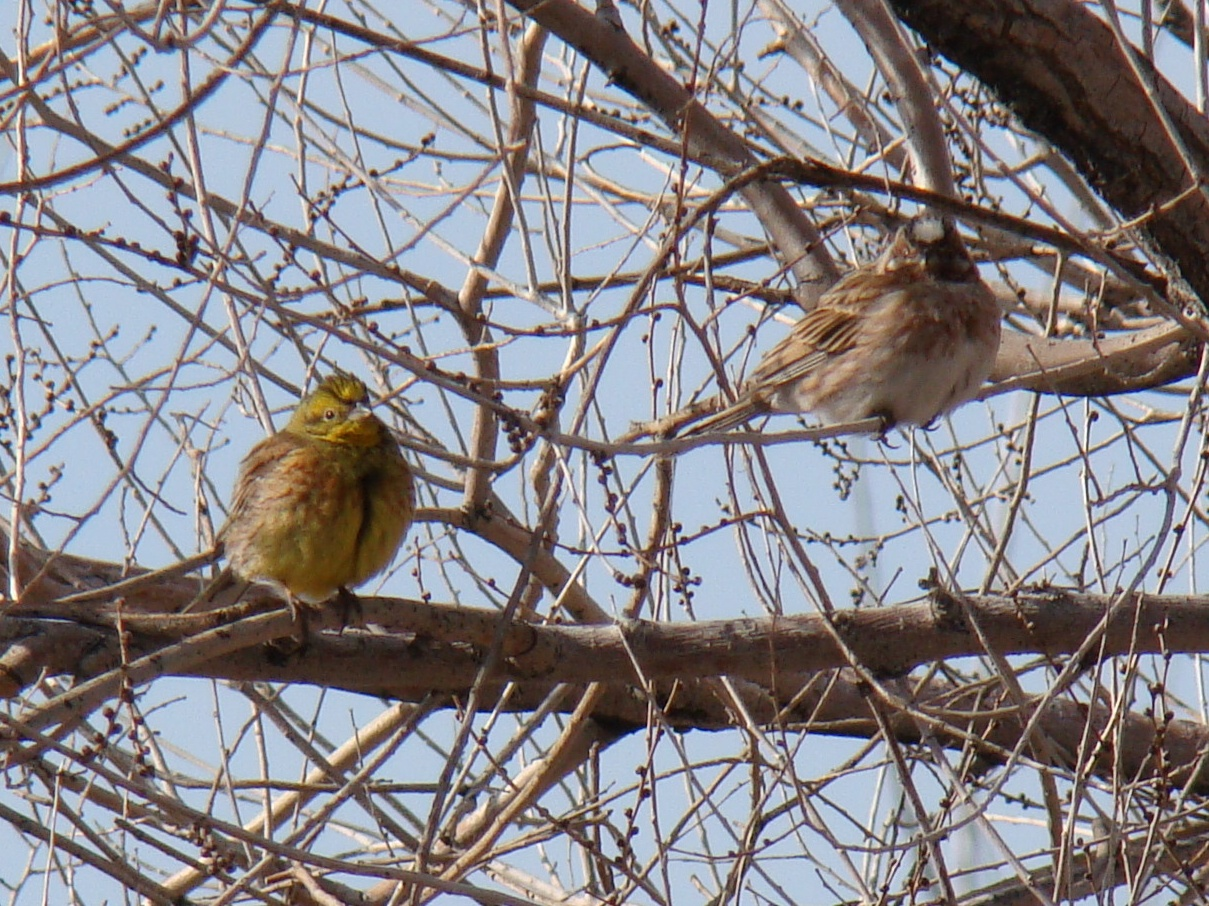
Zimą trznadle zbierają się w stada, w których mogą znaleźć się inne gatunki (z prawej t. białogłowy E. leucocephalos).

Krótki, równobrzmiący motyw z szybko powtarzanych tonów z wysokim zakończeniem. Często śpiewa na czubkach drzew, krzewów, na liniach energetycznych i w innych wyeksponowanych miejscach. Swą charakterystyczną melodię śpiewa od lutego aż do jesieni. Głos wabiący to „cik”, a wznosząc się wydaje odgłos „srit”. Pod koniec zimy śpiew brzmi inaczej – „di di di di dieh”.

## Biotop
Po skowronku to najpospolitszy w Polsce ptak terenów otwartych. Zajmuje wiele siedlisk – różnorodne obszary dobrze nasłonecznione, będące mozaiką zadrzewień, krzewów i terenów otwartych, np. obrzeża widnych lasów liściastych i borów, pola, łąki (choć musi tu rosnąć choć parę drzew lub krzewów), polany, zarośla, drzewa owocowe, sady, budynki i ogrody. Spotkać go można od nizin po piętro kosodrzewiny i w pobliżu potoków i rzek. Unika miast, choć jest spotykany na obrzeżach wsi (zimą odwiedza je stadami). Nie występuje też w zwartych drzewostanach. Trznadle nie boją się ludzi, więc można je zobaczyć na wsiach, przy szosach, gdzie wyszukuje ziaren i nasion najróżniejszych chwastów.

## Okres lęgowy

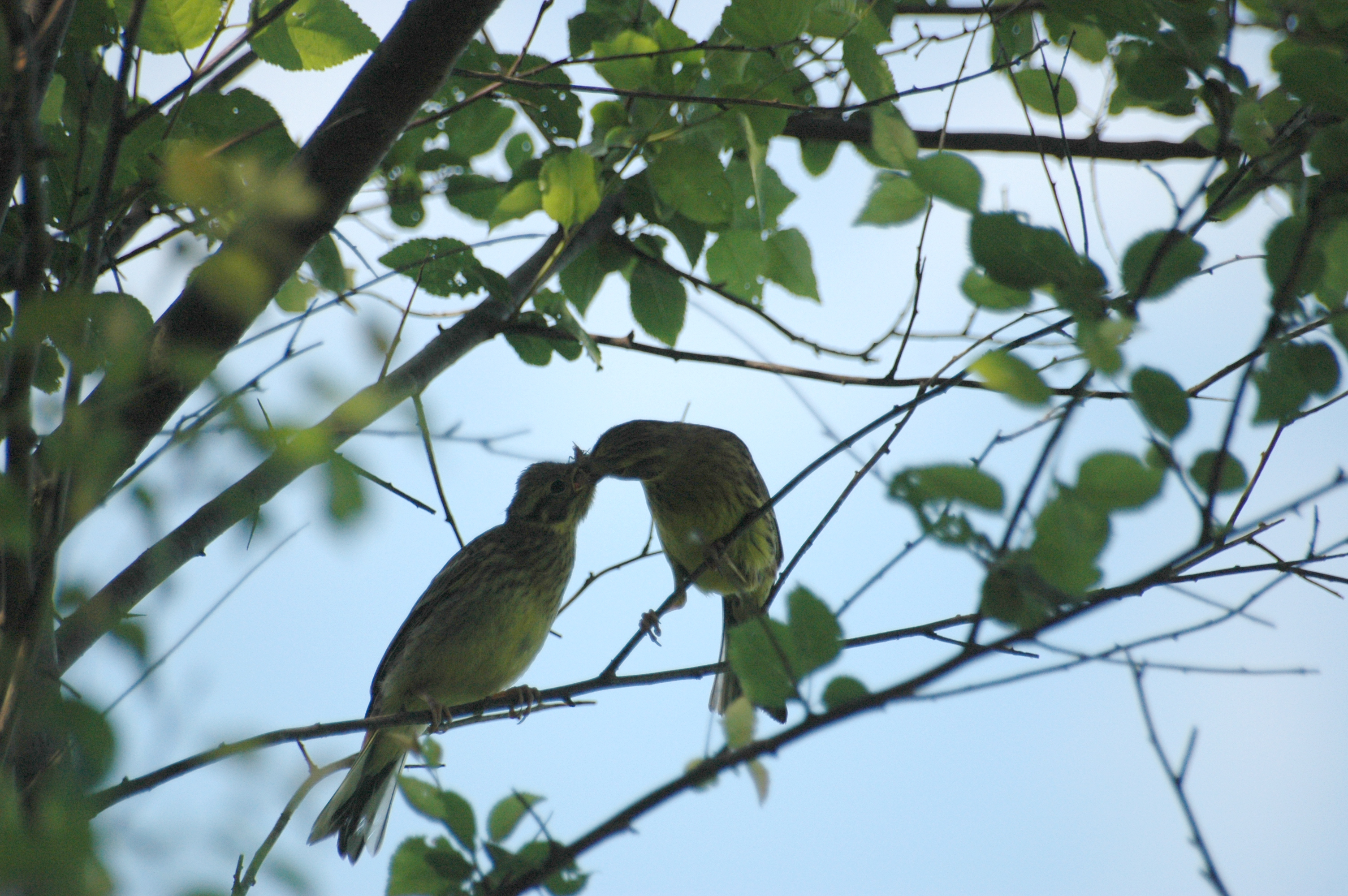
Karmienie młodego, Dania

### Toki
Wczesną wiosną zimowe stada zaczynają się rozpadać. Poszczególne pary szybko obejmują swoje odpowiednie terytoria lęgowe na obszarach pokrytych mozaikowym krajobrazem – z terenami otwartymi i zadrzewieniami. Upatrzone rewiry samce zaciekle bronią przed rywalami. Przed wybraną partnerką natomiast stroszą się z opuszczonymi skrzydłami i rozłożonym ogonem, który w ten sposób odsłania białe obrzeżenia ogona i rdzawy kuper. W trakcie zalotów partnerzy podnoszą się z ziemi i pokazują sobie źdźbła i kłosy traw, aby prawdopodobnie zamanifestować gotowość do założenia gniazda. Tworzone pary są monogamiczne.

### Gniazdo

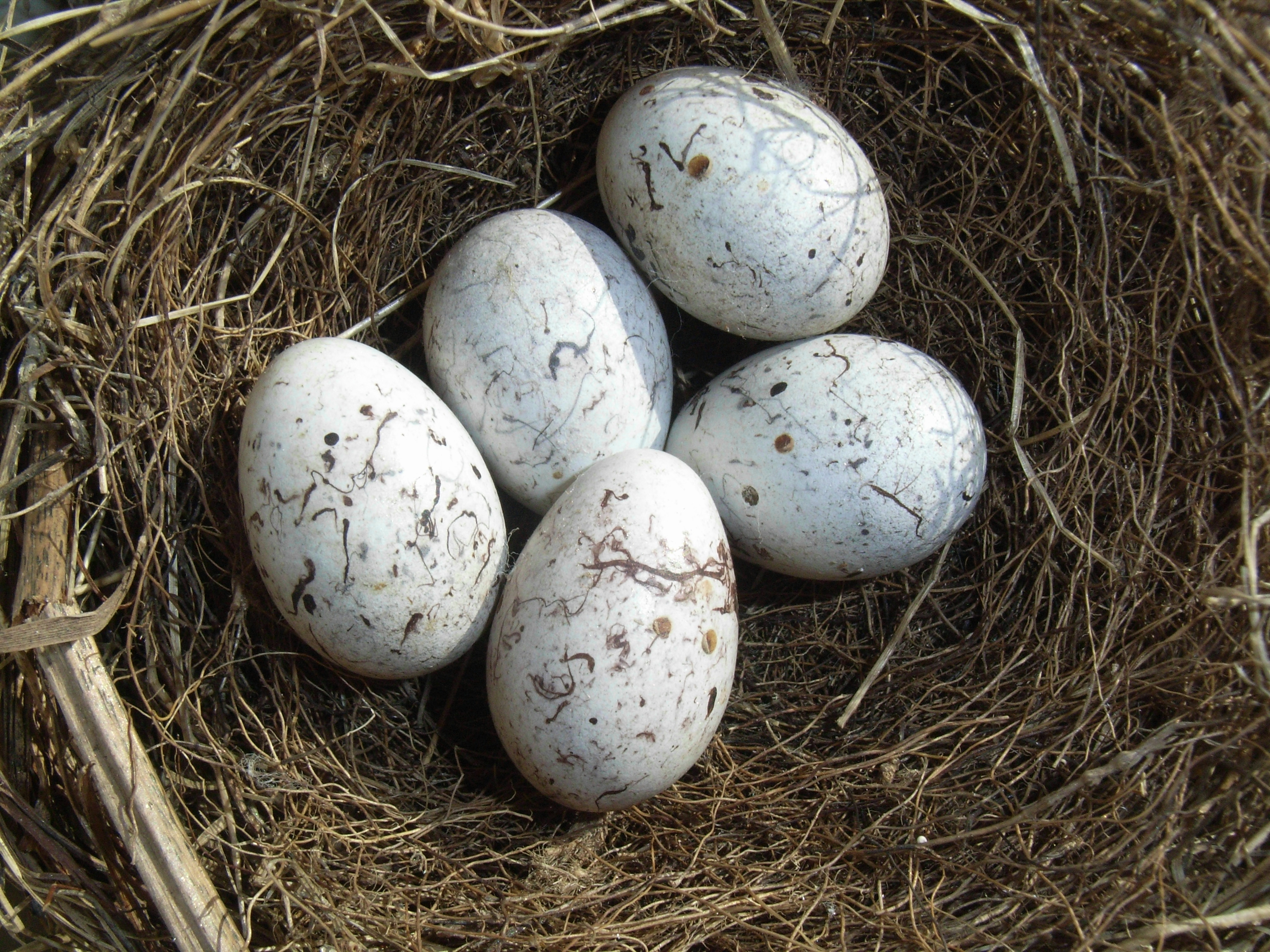
Jaja trznadla o charakterystycznym uplamkowaniu

W płytkim zagłębieniu w ziemi w warstwie ziół, w miejscu dobrze nasłonecznionym, lecz osłoniętym zwisającymi gałązkami lub źdźbłami trawy. Ulokowane może być wyjątkowo nisko na krzewie lub świerku. Czasem może się gnieździć na rozległych porębach z obfitą roślinnością złożoną z roślin zielnych i krzewów, skarpach rowów, gdzie rosną kępy traw i niskie, cierniste krzewy. Budową konstrukcji zajmuje się samica. Składa się z liści, mchu, korzonków, źdźbeł słomy i trawy, a wyścielenie stanowi włosie i miękkie trawy.

### Jaja
W ciągu roku wyprowadza 2 lub 3 lęgi, od kwietnia do lipca. Składa 3 do 5 białawych, niebieskawych lub fioletowawych jaj z nitkowatymi szaro-fiołkowymi plamkami o średnich wymiarach 21 × 16 mm.

### Wysiadywanie i pisklęta
Jaja wysiadywane są od zniesienia ostatniego jaja przez okres 12 do 14 dni przez samicę (czasem pomaga jej samiec). Matka też zajmuje się w głównej mierze wychowywaniem potomstwa. Pisklęta, gniazdowniki, opuszczają gniazdo po 12–14 dniach. Samicę podczas wysiadywania karmi samiec, a pisklęta oboje rodzice. Karmione są nie tylko nasionami, które wchodzą w skład głównej diety ptaka dorosłego, ale i w znacznym stopniu owadami.

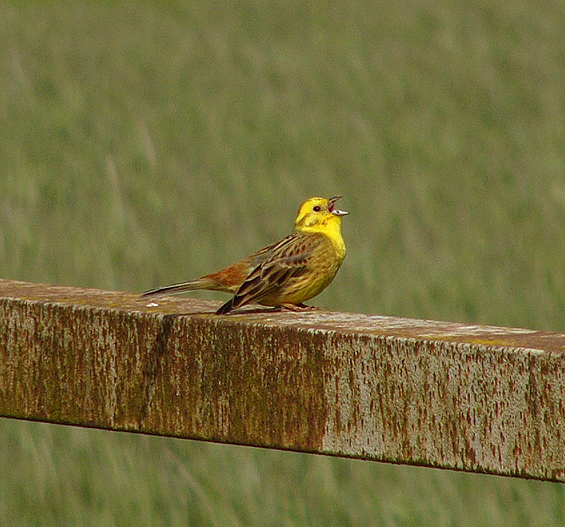
Śpiewający samiec

## Pożywienie
Wiosną i w lecie oprócz nasion ich pożywienie stanowią głównie owady (dorosłe, larwy, poczwarki i jaja), pająki i inne bezkręgowce, a jesienią i zimą nasiona traw, najróżniejszych chwastów i ziarna zbóż.
Żeruje głównie na ziemi, również w miejscach nieosłoniętych, choć rzadko szuka pokarmu w siedliskach gęsto zarośniętych i zacienionych. Owady zbiera też z roślin. Po okresie lęgowym trznadle łączą się w stada w których mogą też się znaleźć zięby i inne łuszczaki. Razem szukają pożywienia na polach i w okolicach siedlisk ludzkich. Zimą, gdy zalega pokrywa śnieżna, pojawiają się w okolicach paśników dla zwierząt i karmników dla ptaków.

## Status i ochrona
IUCN uznaje trznadla za gatunek najmniejszej troski (LC, Least Concern) nieprzerwanie od 1988 roku. Liczebność światowej populacji, obliczona w oparciu o szacunki organizacji BirdLife International dla Europy na rok 2015, zawiera się w przedziale 40–70 milionów dorosłych osobników. Trend liczebności populacji uznawany jest za spadkowy.
Na terenie Polski trznadel jest objęty ścisłą ochroną gatunkową. Na Czerwonej liście ptaków Polski został sklasyfikowany jako gatunek najmniejszej troski (LC).